# Stenocereus stellatus
Stenocereus stellatus ist eine Pflanzenart aus der Gattung Stenocereus in der Familie der Kakteengewächse (Cactaceae). Das Artepitheton stellatus stammt aus dem Lateinischen, bedeutet ‚sternenförmig‘ und verweist auf die Anordnung der Dornen auf den Areolen der Art. Spanische Trivialnamen sind „Pitayo“ und „Xoconostle“.

## Beschreibung
Stenocereus stellatus wächst baumförmig oder strauchig mit von der Basis her verzweigten Trieben und erreicht Wuchshöhen von 2 bis 4 Meter. Es wird ein kurzer Stamm ausgebildet. Die dunkelgrünen bis bläulich grünen, aufrechten Triebe weisen Durchmesser von 7 bis 10 Zentimeter auf. Es sind acht bis zwölf stumpfe, gerundete und in Höcker gegliederte Rippen vorhanden, die bis zu 2 Zentimeter hoch sind. Die meist drei grauen Mitteldornen sind 2 bis 6 Zentimeter lang. Einer von ihnen ist abwärts gerichtet, die übrigen aufwärts. Die sieben bis neun ausstrahlenden, grauen Randdornen besitzen eine dunklere Spitze. Sie sind kürzer als die Mitteldornen.
Die röhrenförmigen bis schmal glockenförmigen, hellrosafarbenen Blüten erscheinen in der Nähe der Triebspitze und öffnen sich in der Nacht. Sie sind 4,5 bis 9 Zentimeter lang. Die kugelförmigen, grünen oder roten Früchte erreichen einen Durchmesser von 5 bis 6 Zentimeter. Das Fruchtfleisch ist weiß oder rot.

## Verbreitung, Systematik und Gefährdung
Stenocereus stellatus ist in den mexikanischen Bundesstaaten Guerrero, Morelos, Puebla und Oaxaca in Höhenlagen von 500 bis 2.000 m verbreitet.
Die Erstbeschreibung als Cereus stellatus erfolgte 1836 durch Ludwig Georg Karl Pfeiffer. Vincenzo Riccobono stellte die Art 1909 in die Gattung Stenocereus. Weitere nomenklatorische Synonyme sind Lemaireocereus stellatus (Pfeiff.) Britton & Rose (1909), Neolemaireocereus stellatus (Pfeiff.) Backeb. (1942) und Rathbunia stellata (Pfeiff.) P.V.Heath (1992).
In der Roten Liste gefährdeter Arten der IUCN wird die Art als „Least Concern (LC)“, d. h. als nicht gefährdet geführt.

## Nutzung
Stenocereus stellatus wird auf Grund der essbaren Früchte kultiviert.

## Nachweise

## Weiterführende Literatur
- Héctor Godínez-Alvarez, Leticia Ríos-Casanova, Fabiola Pérez: Characteristics of seedling establishment of Stenocereus stellatus (Cactaceae) in the Tehuacán Valley, Mexico. In: The Southwestern Naturalist. Band 50, Nummer 3, 2005, S. 375–380 (doi:10.1894/0038-4909(2005)050[0375:COSEOS]2.0.CO;2).
- Alejandro Casas, Alfonso Valiente-Banuet, Alberto Rojas-Martínez, Patricia Dávila: Reproductive biology and the process of domestication of the columnar cactus Stenocereus stellatus in Central Mexico. In: American Journal of Botany. Band 86, Nummer 4, 1999, S. 534–542 (doi:10.2307/2656814).